# Diana Sigei Chepkemoi

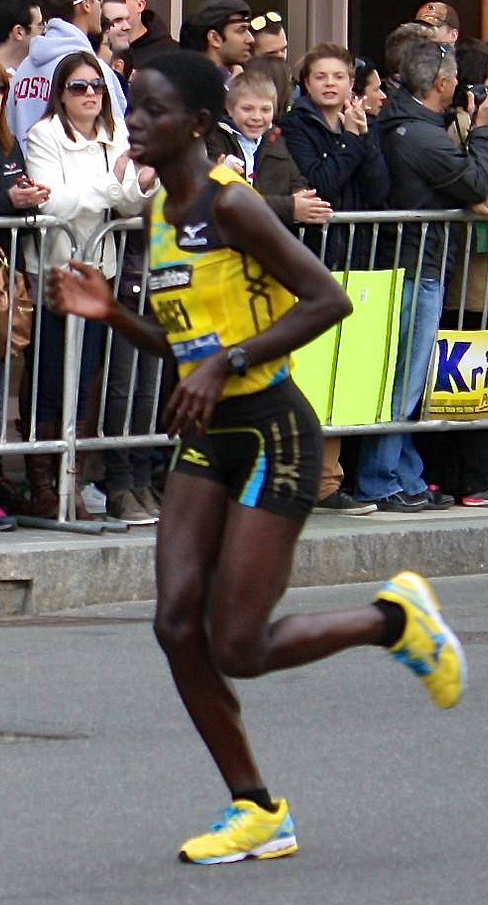
Diana Sigei beim Boston-Marathon 2013

Diana Sigei Chepkemoi (* 14. Oktober 1987) ist eine kenianische Langstreckenläuferin, die sich auf Straßenläufe spezialisiert hat.
2010 gewann sie den Halbmarathonbewerb des Salzburg-Marathons und das Rennen Marseille – Cassis. Im Jahr darauf wurde sie Sechste beim Dubai-Marathon, Siebte beim Lissabon-Halbmarathon, Zweite bei den 25 km von Berlin, Vierte beim Lille-Halbmarathon, Zweite beim Dam tot Damloop und Vierte beim Toronto Waterfront Marathon.
2012 wurde sie Zweite beim Lissabon-Halbmarathon und Fünfte beim Boston-Marathon. 2013 belegte sie beim Boston-Marathon mit einer Zeit von 2:33:02 h den elften Platz.
Diana Sigei Chepkemoi ist mit dem Marathonläufer Henry Kipkurui Kipsang verheiratet und Schwägerin von Salim Kipsang.

## Persönliche Bestzeiten
- Halbmarathon: 1:09:08 h, 25. März 2012, Lissabon
- 25-km-Straßenlauf: 1:26:14 h, 8. Mai 2011, Berlin
- Marathon: 2:26:53 h, 21. Januar 2011, Dubai